# Götheborg (Schiff, 2005)
Die Götheborg ist ein Replikat des 1738 gebauten Ostindienfahrers Götheborg I der Schwedischen Ostindien-Kompanie. Das Schiff erlitt am 12. September 1745 Schiffbruch am Felsen Hunnebadan in der Göteborger Hafeneinfahrt. Es waren keine Todesopfer zu beklagen und ein großer Teil der Ladung konnte geborgen werden.
Das Wrack wurde 1984 von Tauchern der Schwedischen Meeresarchäologischen Gesellschaft wiederentdeckt.

## Der Neubau
Am 11. Juni 1995 wurde eine 1:1-Kopie auf Kiel gelegt. Es dauerte Jahre, bis es mit alten Methoden und mit den ursprünglichen Materialien (Eichen- und Kiefernholz, handgeschmiedeten Nägel, handgeschlagenem Tauwerk) sowie zugleich moderner Ausstattung und Technik für den Hochsee-Einsatz fertiggestellt war und schließlich im Juni 2003 den Stapellauf erlebte. Die Taufe des Schiffs fand im September 2004 durch Königin Silvia von Schweden statt.
Am 2. Oktober 2005 machte sich die Götheborg auf den Weg nach China, im Juli 2006 wurde Guangzhou erreicht, um am 9. Juni 2007 unter großer medialer Aufmerksamkeit wieder im Heimathafen einzulaufen.
Die Götheborg unternahm seither diverse Touren durch die Ostsee als Botschafter der schwedischen Wirtschaft und Kultur, so zum Beispiel am 19. Juni 2010 anlässlich der königlichen Hochzeitsfeier in Stockholm oder bei der Sail Amsterdam und der Sail Bremerhaven.
Das Schiff befindet sich im Besitz der Stiftung Svenska Ostindiska Companiet AB. Bau und Betrieb wurden mit Spenden schwedischer Unternehmen finanziert.

## Aufbau und Ausstattung

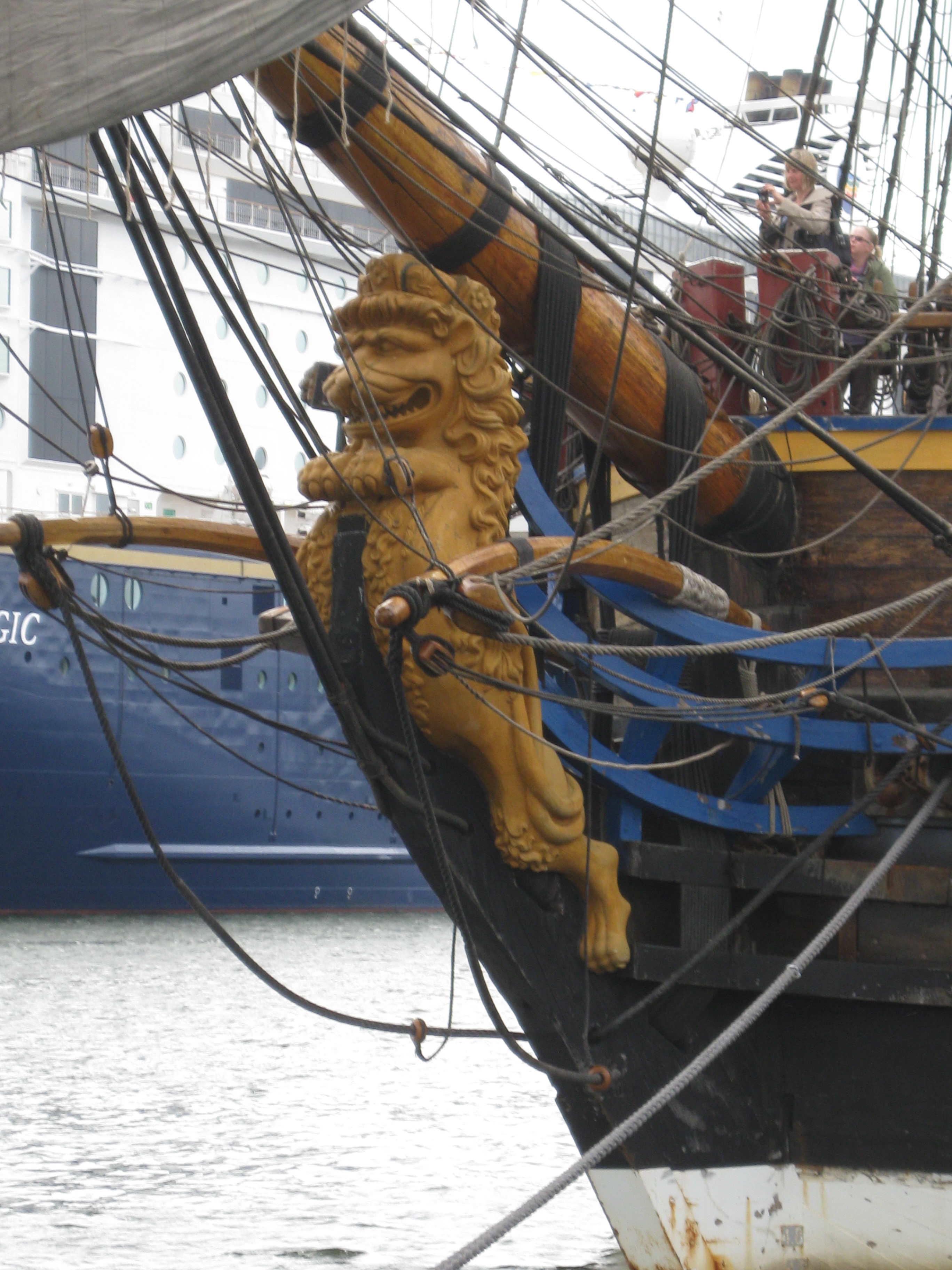
Bug mit Galionsfigur der Götheborg

Die Götheborg verfügt insgesamt über fünf Decks: Unter dem Sonnendeck befindet sich das Wetterdeck mit Kapitänskajüte, Navigationsraum und Feuerwache. Neben Bei- und Rettungsbooten finden sich dort die für ein Segelschiff dieser Art typische Ausrüstung von der Schiffsglocke über Spill bis zum Steuerrad, welches exakt nach dem historischen Vorbild gebaut wurde. Hier kommt eine rein mechanische Kraftübertragung zum Einsatz; eine Unterstützung durch eine hydraulische Rudermaschine erfolgt nicht, so dass bis zu vier Mann das Ruder bedienen müssen, wenn die Wetterlage es notwendig macht.
Unter dem Oberdeck folgt das Kanonendeck. Es ist mit zehn Kanonen bestückt, die beim Original zur Verteidigung gegen Piraten dienten und heute für Salutschüsse bei entsprechend prominenten Einsätzen genutzt werden. Weiterhin befinden sich dort das Schiffslazarett, die Kombüse und die Zimmermannswerkstatt.
Im Unterdeck sind die Mannschaftsräume, der Segelmacher und Lagerräume untergebracht. Im darunter liegenden Deck befinden sich der Maschinenraum mit je zwei Generatoren und Motoren sowie die verschiedenen Kraftstoff- und Sanitärtanks, Waschmaschinen, Kühl- und Gefrierschränke.
Die Takelage besteht im Wesentlichen aus ca. 1.000 Holzbestandteilen (Blöcke, Stage, Jungfernblöcke), die aus Ulmenholz handgefertigt worden sind. Die Rahen bestehen aus Fichtenholz. 20 Tonnen Taue aus Hanf und 26 Segel aus handgenähtem englischen Leinen vervollständigen die Ausrüstung.
Das Heck ziert neben dem Doppelstander (Ostindienfahrer genießen bis heute das Privileg, diesen Stander zu führen) eine Holzskulptur des Triton. Dieser ruft der Legende nach mit seinem Tritonshorn den Wind für das Schiff herbei.

## Bildergalerie

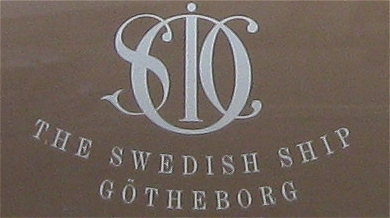
Logo der Svenska Ostindiska Companiet (SOIC)
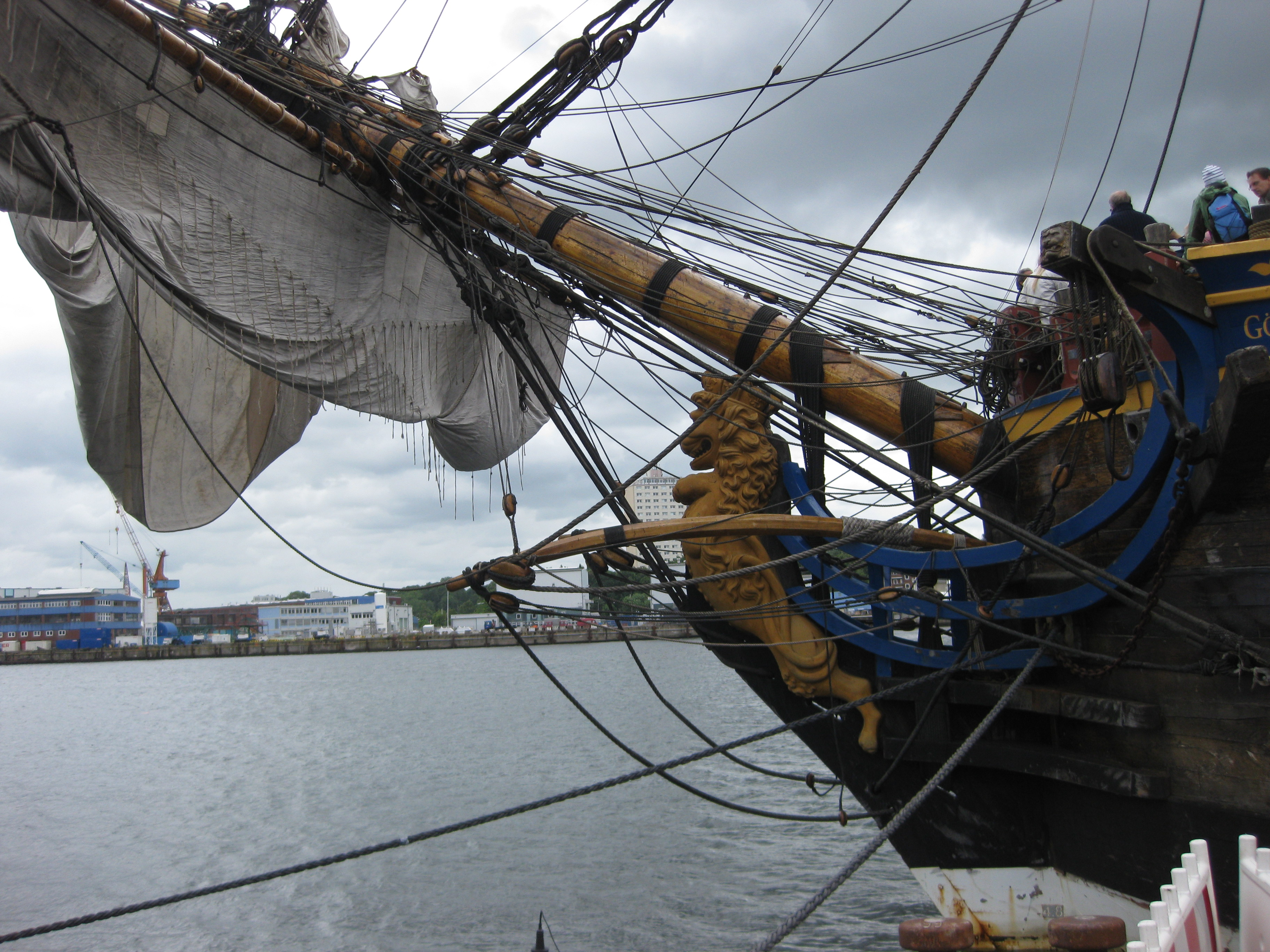
Bugansicht
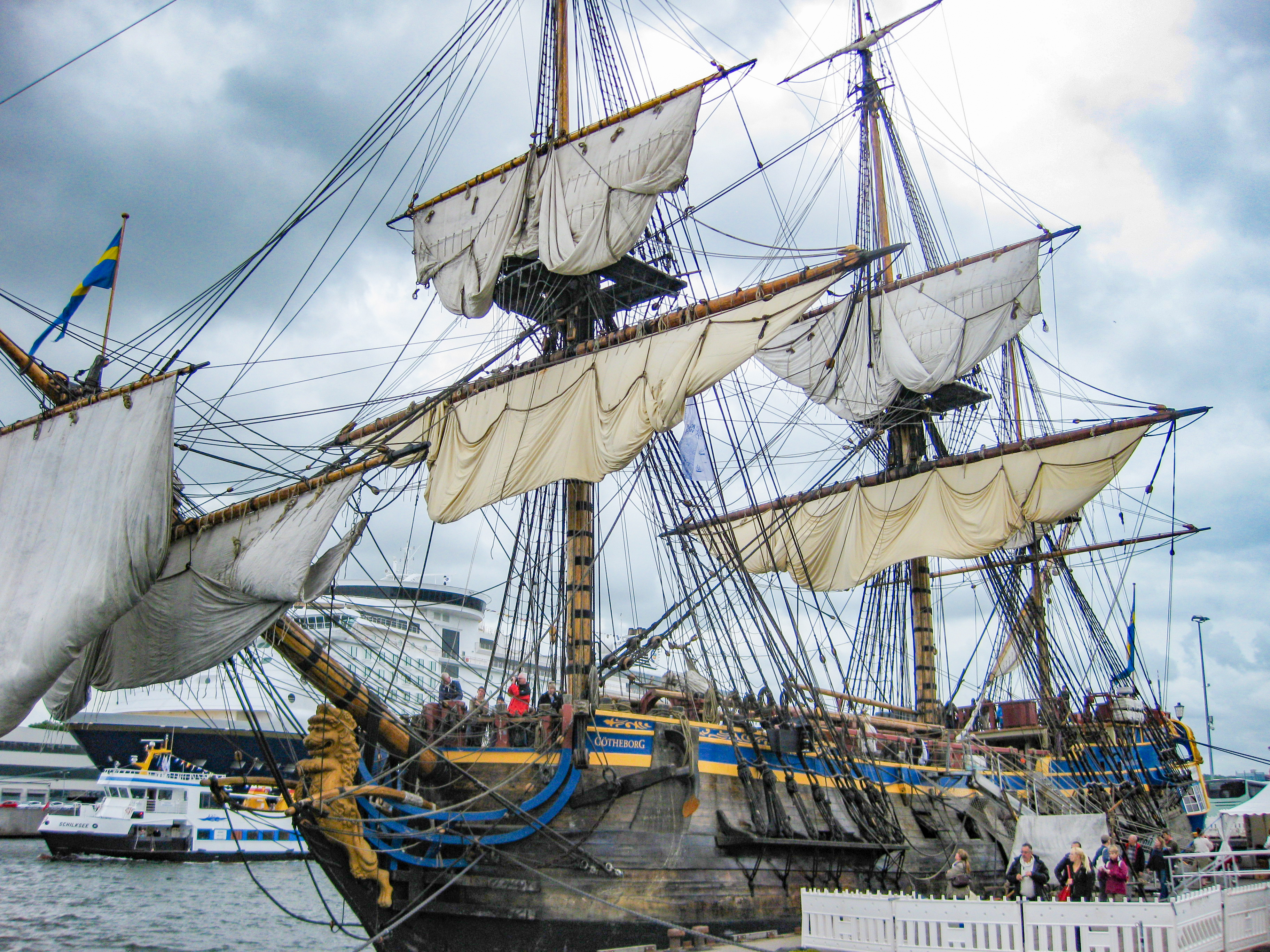
Aufgegeite Segel
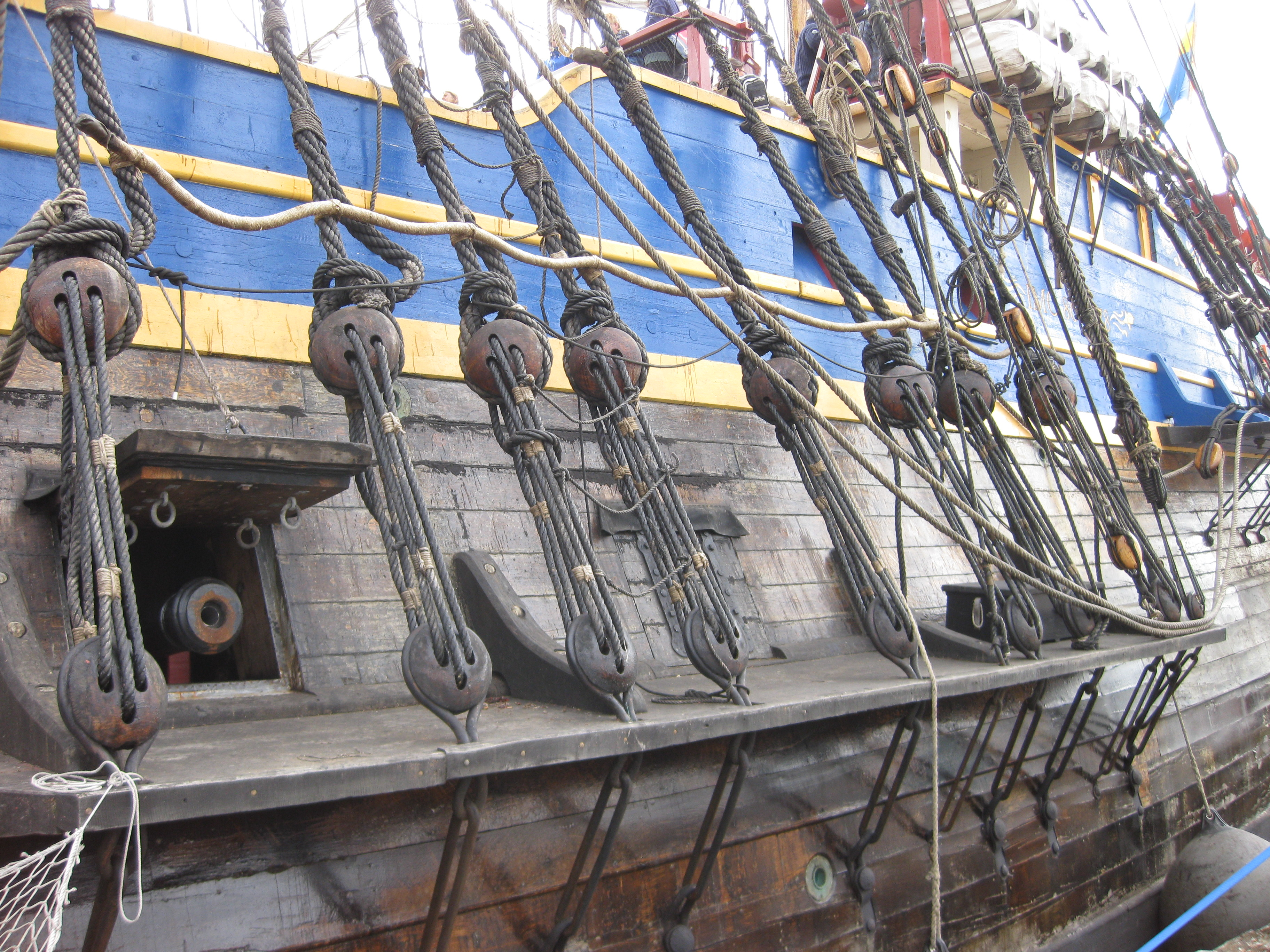
Seitenansicht mit Kanone
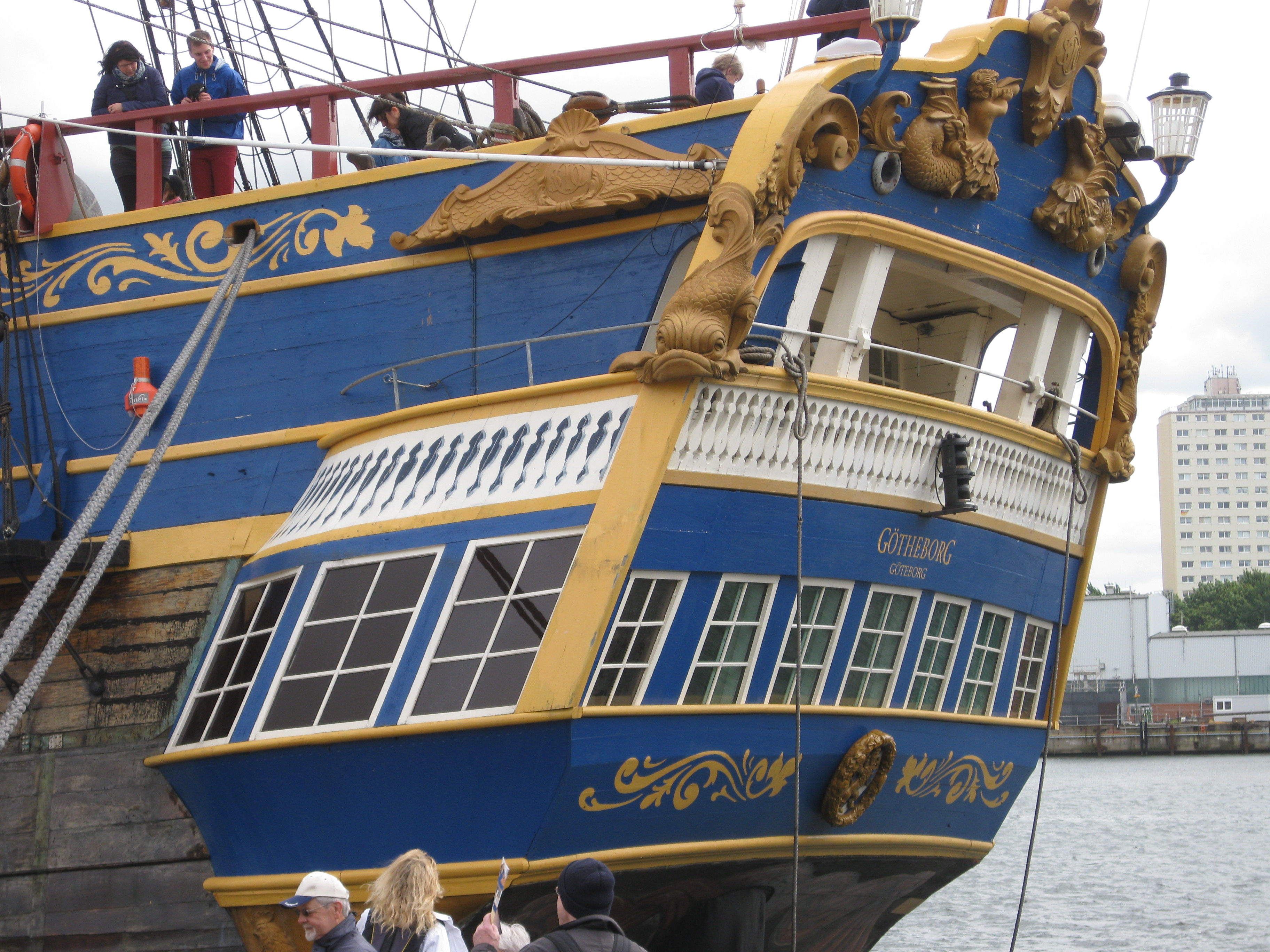
Achterschiff
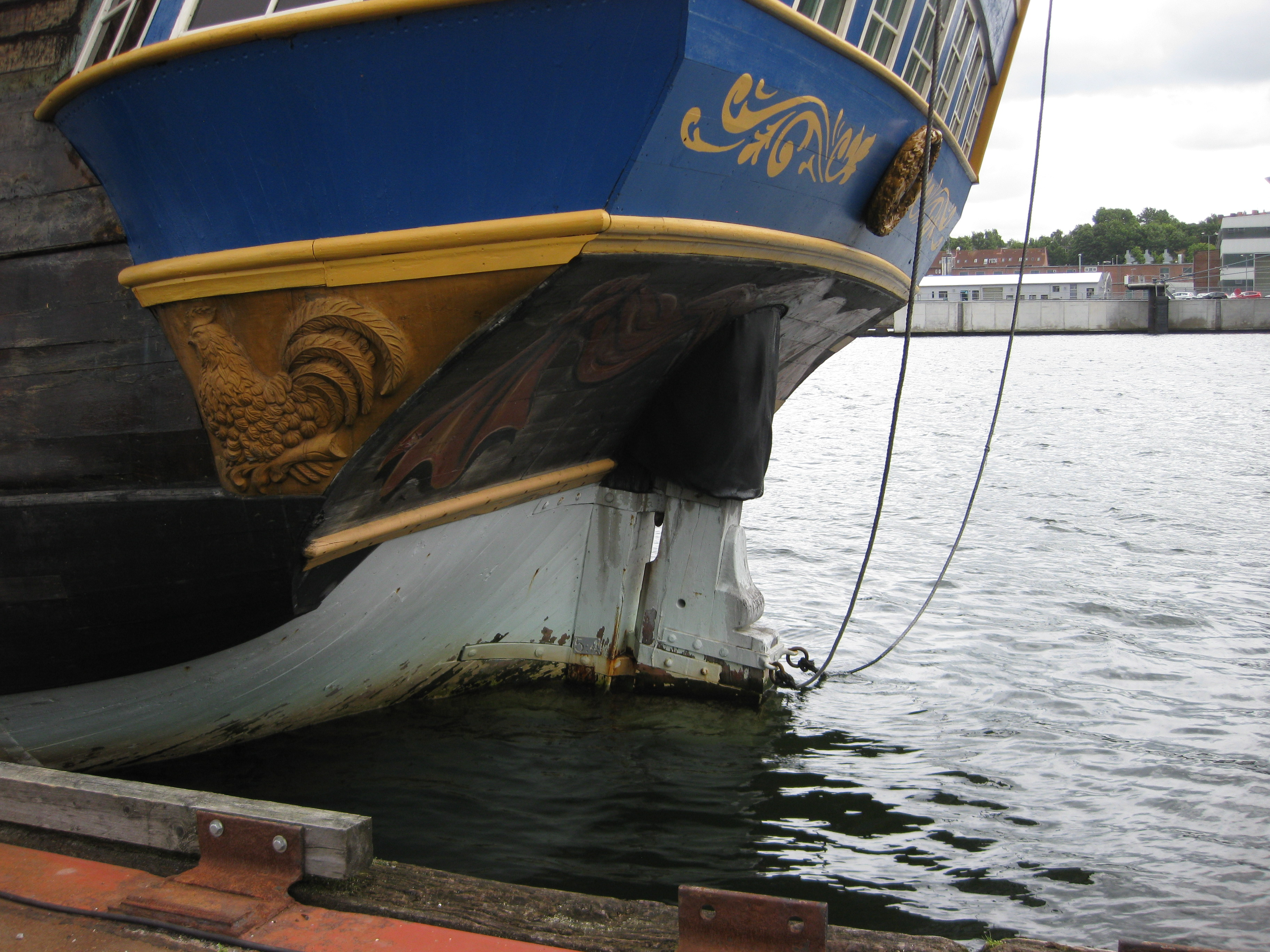
Ruder